# OpenBCM
OpenBCM ist ein freies, mehrsprachiges Packet-Radio-Mailbox-Programm.
Das Programm wurde vom deutschen Elektroingenieur und Funkamateur Florian Radlherr (DL8MBT) entwickelt. Es wird in zahlreichen Ländern für Amateurfunk und CB-Funk eingesetzt.